# Pallacanestro Virtus Roma 1996-1997
Formazione della Pallacanestro Virtus Roma 1996-1997.
1996/97
| 4  | Italia (bandiera)      | Davide Ancilotto   |
| 5  | Italia (bandiera)      | Emiliano Busca     |
| 6  | Italia (bandiera)      | Luca Ansaloni      |
| 7  | Italia (bandiera)      | Tommaso Plateo     |
| 8  | Italia (bandiera)      | Alessandro Tonolli |
| 9  | Italia (bandiera)      | Claudio Capone     |
| 10 | Italia (bandiera)      | Lorenzo Alberti    |
| 11 | Italia (bandiera)      | Fabrizio Ambrassa  |
| 12 | Stati Uniti (bandiera) | Steve Henson       |
| 13 | Italia (bandiera)      | Davide Pessina     |
| 14 | Stati Uniti (bandiera) | Ed Stokes          |
| 15 | Italia (bandiera)      | Andrea Negro       |
|    | Bahamas (bandiera)     | Ian Lockhart       |
|    | Italia (bandiera)      | Gianluca Lulli     |
|    | Stati Uniti (bandiera) | Irving Thomas      |

- Allenatore: Attilio Caja
- Presidente: Giorgio Corbelli